# Albert M. Lythgoe
Albert Morton Lythgoe (* 1868; † 30. Januar 1934 in Boston, Massachusetts) war ein US-amerikanischer Ägyptologe.

## Leben
Lythgoe wirkte zunächst im Großraum Boston. Er arbeitete als Dozent an der Harvard University und gründete die Ägypten-Abteilung des Boston Museum of Fine Arts. Gemeinsam mit George Andrew Reisner führte er Grabungen in der Nekropole von Gizeh durch. 1905 wurde er von J. P. Morgan, dem damaligen Präsidenten des Metropolitan Museum of Art in New York City abgeworben, um dort ebenfalls eine Ägypten-Abteilung aufzubauen. Im Oktober 1906 gab er seine Tätigkeiten in Boston auf und trat seine neue Stellung als Kurator in New York an. Als Mitarbeiter stellte er seinen ehemaligen Schüler Herbert E. Winlock sowie Arthur C. Mace, Ambrose Lansing und Charles Wilkinson ein. Lythgoe führte für das Metropolitan Museum Grabungen in der königlichen Nekropole des Mittleren Reichs in Lischt, in der Oase Charga sowie in Luxor durch. Durch seine Freundschaft mit dem Millionär Edward S. Harkness konnte er zudem umfangreiche Spenden für das Museum erwirken, sowohl durch Harkness selbst als auch durch Henry Walters, den späteren Gründer des Walters Art Museums in Baltimore. Im November 1929 wurde Lythgoe emeritiert, arbeitete aber weiterhin im Museum und ging erst im April 1933 endgültig in den Ruhestand. Sein Nachfolger als Kurator der Ägypten-Abteilung des Metropolitan Museums wurde Herbert E. Winlock.

## Schriften
- The Tomb of Perneb. (1916)
- mit Norman de Garis Davies: The Tomb of Nakht at Thebes. (1917)
- The Treasure of Lahun. (1919)
- Naga-ed-Dêr. Part 4. The Predynastic Cemetery N 7000. (1965), herausgegeben von Dows Dunham